# Conny Melzer
Conny Melzer (* 1979) ist eine deutsche Sonderpädagogin.

## Leben
2009 wurde sie an der Universität Leipzig  mit einer Dissertation über „Die kooperative Erstellung und Fortschreibung individueller Förderpläne“ promoviert. Danach leistete sie den Vorbereitungsdienst für das Lehramt an Sonderschulen in der Fachrichtung Geistige Entwicklung und dem Fach Mathematik in Münster sowie an der St.-Elisabeth-Schule in Steinfurt. Von 2011 bis 2014 war sie als Wissenschaftliche Mitarbeiterin und Lehrbeauftragte für besondere Aufgaben an der Carl von Ossietzky Universität Oldenburg tätig. Nach einer Vertretungsprofessur an der Universität Bremen wurde sie 2015 als Professorin für Sonderpädagogische Grundlagen an die Universität zu Köln berufen. Seit 2021 ist sie Professorin für Inklusive Bildung unter Berücksichtigung sonderpädagogischer Lernförderung an der Universität Leipzig.
Ihre Forschungsschwerpunkte sind schulische Diagnostik, Lehrerbildung für Inklusive Bildung, Gelingensbedingungen für inklusiven Unterricht, Unterrichtsmethoden im Gemeinsamen Lernen und bei Lernbeeinträchtigungen, Kooperative Förderplanung sowie Kooperative Beratung.

## Schriften (Auswahl)
- mit Andreas Methner: Gespräche führen mit Kindern und Jugendlichen. Methoden schulischer Beratung. Stuttgart 2012, ISBN 3-17-022118-3.
- mit Kerstin Popp und Andreas Methner: Kooperative Beratung. Stuttgart 2013, ISBN 3-17-022568-5.
- mit Kerstin Popp und Andreas Methner: Förderpläne entwickeln und umsetzen. Mit Arbeitsmaterialien zum Download. München 2017, ISBN 978-3-497-02698-2.
- mit Andreas Methner und Chris Helemann: Gelungene Unterrichtseinstiege. Aller Anfang ist leicht. Braunschweig 2019, ISBN 3-14-162204-3.